# منجم لوموانا
منجم لوموانا (بالإنجليزية: Lumwana mine)‏،هو منجم نحاس كبير يقع شمال غرب زامبيا في المحافظة الشمالية الغربية
منجم لوموانا يمثل واحدة من أكبر احتياطيات النحاس في زامبيا والعالم حيث تقدر احتياطياته ب 1.18 مليار طن من خام النحاس.